# Тимон (апостол от 70)
Ти́мон (др.-греч. Τίμων) — апостол от семидесяти, один из семи диаконов выбранных апостолами:

В эти дни, когда умножились ученики, произошел у Еллинистов ропот на Евреев за то, что вдовицы их пренебрегаемы были в ежедневном раздаянии потребностей. Тогда двенадцать [Апостолов], созвав множество учеников, сказали: нехорошо нам, оставив слово Божие, пещись о столах. Итак, братия, выберите из среды себя семь человек изведанных, исполненных Святаго Духа и мудрости; их поставим на эту службу… и избрали Стефана, мужа, исполненного веры и Духа Святаго, и Филиппа, и Прохора, и Никанора, и Тимона, и Пармена, и Николая Антиохийца, обращенного из язычников.
— Деян. 6:1-5
Восточная и Западная церкви расходятся в преданиях об апостоле Тимоне:
- католическая церковь считает, что Тимон проповедовал в Берии (Верии), затем отправился в Коринф, где пострадал от иудев и язычников (его схватили и бросили в огонь, из которого вышел невредим, затем он был распят на кресте);
- православная церковь считает, что Тимон был епископом в Босторе в Аравии и был сожжен язычниками. В Четьи Минее Димитрия Ростовского о нем сказано: «Тимон святой, един от седми диаконов, епископ бысть града Вострска (Бостории) страны аравитския (Аравии) и проповедуя имя Христово, много от иудей и эллин пострадал, и в печь разженную ввержен был но не врежден изшед, ко Господу отъиде». О том же сообщается в церковной службе диаконам-апостолам: «Тимон священный, пастырь Бострянам быв, прием мучения блаженную кончину, огнём сожигаем» (2-й стих, 5-й песни канона).

Память апостола Тимона в православной церкви совершается 30 декабря (12 января), 4 (17) января в день Собора Апостолов от семидесяти и 28 июля (10 августа) вместе с другими диаконами-апостолами — Парменом, Никанором и Прохором, в католической церкви 19 апреля.